# Coprinellus aureogranulatus
Coprinellus aureogranulatus är en svampart som först beskrevs av Uljé & Aptroot, och fick sitt nu gällande namn av Redhead, Vilgalys & Moncalvo 2001. Coprinellus aureogranulatus ingår i släktet Coprinellus och familjen Psathyrellaceae.   Inga underarter finns listade i Catalogue of Life.